# 上利霍博雷站
上利霍博雷站（羅馬化：Verkhnie Likhobory）是莫斯科地鐵柳布林諾－德米特羅夫線的一個車站，開通於2018年3月22日。